# Brautente
Die Brautente (Aix sponsa) ist eine Vogelart aus der Familie der Entenvögel (Anatidae). Ihr natürliches Verbreitungsgebiet ist Nordamerika. Sie lebt an Waldseen und ist an ein Leben in Waldgebieten angepasst. Bäume dienen ihr als Brut- und Rastplatz. Sie brütet bevorzugt in verlassenen Nisthöhlen von Spechten. Die Küken springen wenige Stunden nach dem Schlupf mehrere Meter auf den Erdboden hinab, um dem weiblichen Elternvogel zum nächsten Gewässer zu folgen. Brautenten sind sehr manövrierfähige Flieger, die auch dichte Baumbestände geschickt durchfliegen. Sie zählen heute zu den häufigsten Enten Nordamerikas. Zu Beginn des 20. Jahrhunderts waren ihre Bestände stark zurückgegangen, so dass man befürchtete, diese Art würde aussterben. Zahlreiche Schutzmaßnahmen haben dazu beigetragen, dass sich der Bestand dieser Art wieder stark erholt hat.
Die Männchen tragen ein kontrastreiches Prachtkleid, die Art wird daher häufig als Ziergeflügel gehalten. Verwilderte Brautenten leben als sogenannte Gefangenschaftsflüchtlinge in kleinen Populationen auch freilebend in Europa.

## Systematik

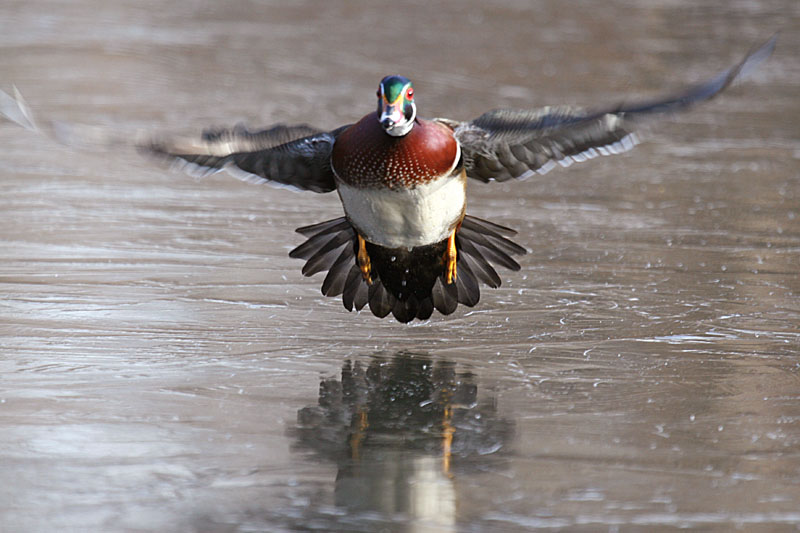
Auffliegende männliche Brautente

Die Brautente wird gemeinsam mit der ostasiatischen Mandarinente der Gattung Aix zugeordnet. Die beiden Arten sind die einzigen rezenten Vertreter dieser Gattung. Carl von Linné ordnete bei seiner wissenschaftlichen Erstbeschreibung die Brautente noch zu den Eigentlichen Enten. Taxonomisten haben seitdem die Art mehreren unterschiedlichen Gattungen zugeordnet, unter anderem auch der Gattung Dendrocygna, zu denen Arten wie die Herbst- und Witwenpfeifgänse gehören.
Die heute übliche Einordnung der Brautente in die Gattung Aix wurde 1828 erstmals von Friedrich Boie vorgeschlagen und 1858 von Spencer Fullerton Baird in einem Katalog von Vogelarten für das Smithsonian Institution wieder aufgegriffen. Über lange Zeit stellte man die Gattung mit acht weiteren zur Tribus Cairinini. Heute wird sie den Schwimmenten zugeordnet. Allerdings wird die Feingliederung der Anatinae von Taxonomen unterschiedlich beurteilt und die Gattungs- und Artzugehörigkeit ist wegen neuer morphologischer Erkenntnisse teilweise stark im Umbruch. Hier wird dem Standardwerk Ducks, Geese and Swans gefolgt, das 2005 von der auf Entenvögel spezialisierten Ornithologin Janet Kear posthum herausgegeben wurde.
Obwohl Brautente und Mandarinente zwei eng miteinander verwandte Arten sind, kommt es bei ihnen zu keinen Hybriden. Ursache dafür ist vermutlich, dass die Mandarinente einen abweichenden Karyotyp besitzt. Sie ist auch mit den meisten anderen Entenarten nicht fortpflanzungsfähig.

## Erscheinungsbild

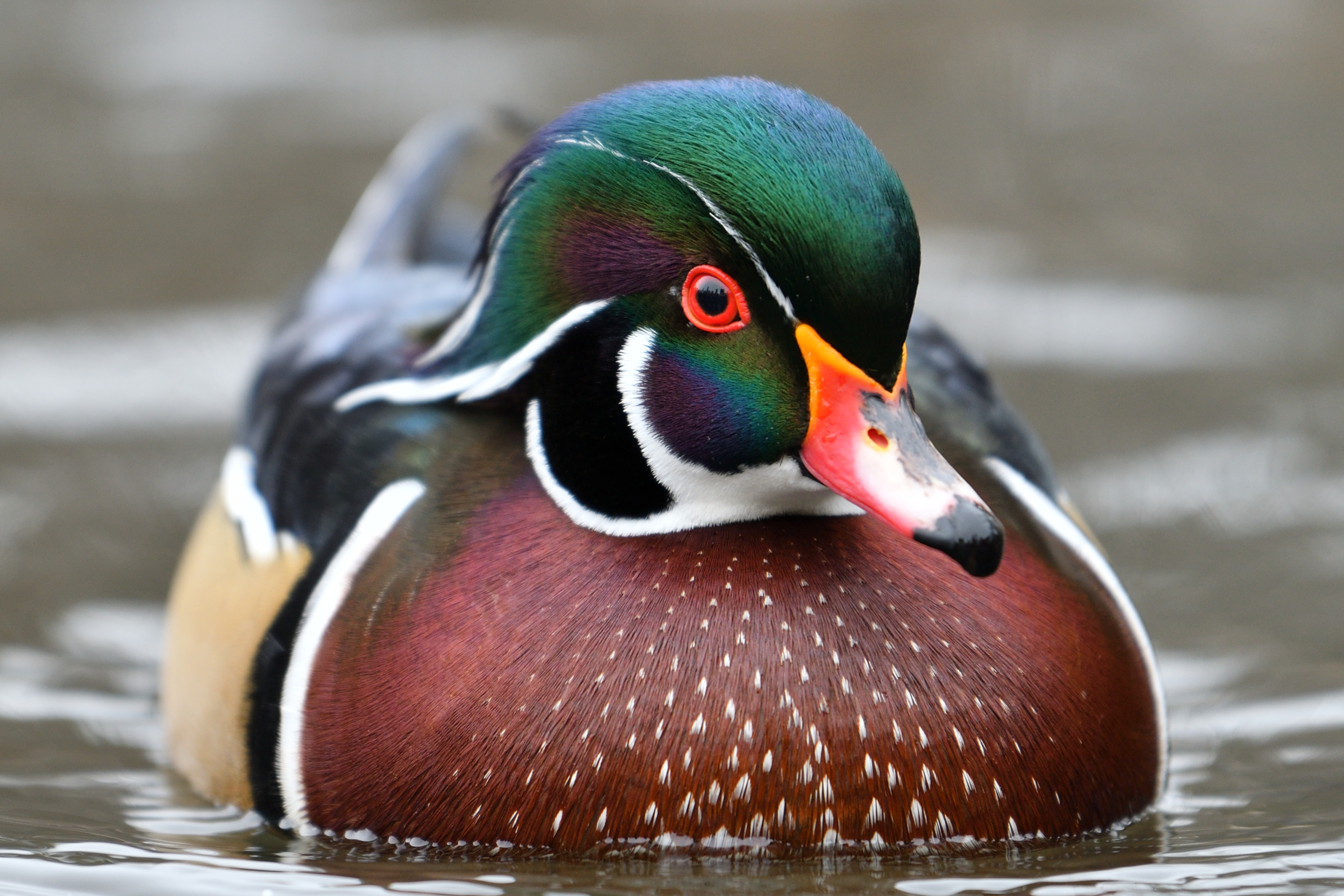
Männchen im Prachtkleid

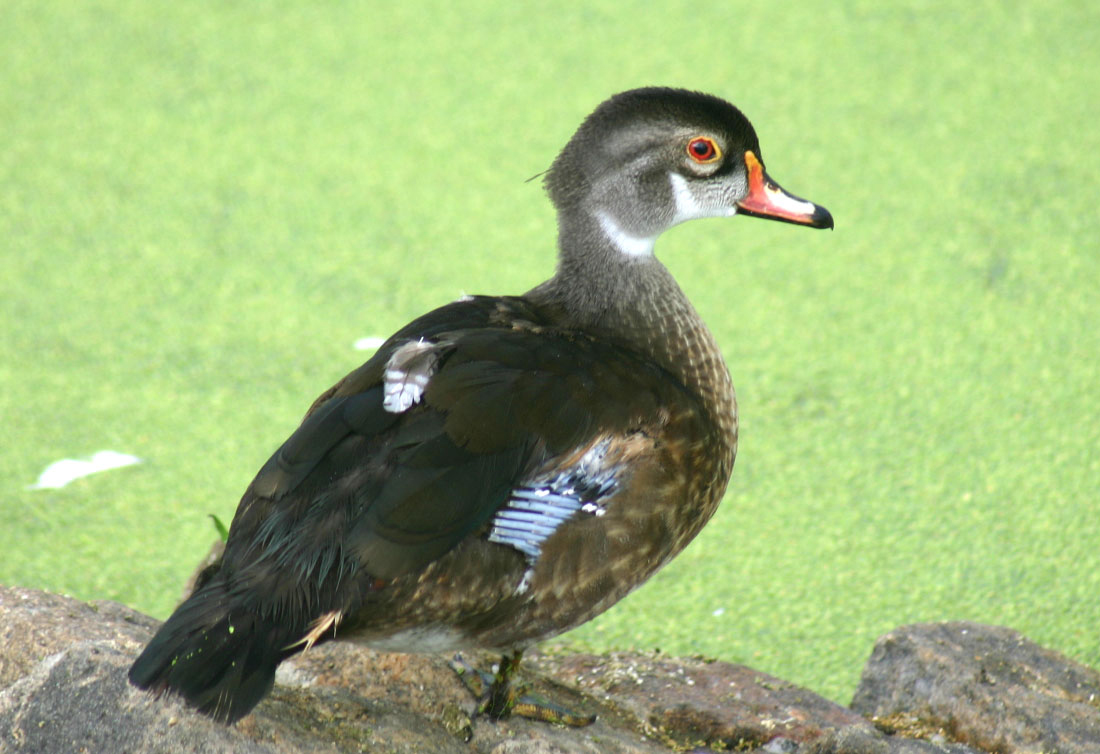
Männchen im Ruhekleid

Die Brautente ist eine mittelgroße Entenart und erreicht eine Körperlänge von 47 bis 54 Zentimetern. Die Flügellänge beträgt zwischen 21 und 24 Zentimeter. Die etwas größeren Männchen wiegen durchschnittlich 680, die Weibchen 640 Gramm. Die Brautente ist damit etwas kleiner als eine Stockente und hat in etwa die Körpergröße des nordamerikanischen Kappensägers. Die Größengleichheit der Brautente mit dem nordamerikanischen Kappensäger ist nicht zufällig. Beide nutzen Baumhöhlen des Helmspechts. Auch das Verbreitungsgebiet aller drei Arten ist weitgehend identisch.
Zu den auffälligen Besonderheiten im Körperbau gehört, dass das Auge der Brautente mit durchschnittlich 12,3 Millimeter den größten Durchmesser von allen Wasservogelarten aufweist. Auch der Schwanz ist ungewöhnlich lang und wird innerhalb der Schwimmenten nur von der Spießente übertroffen.

### Gefieder des Männchens
Das Männchen hat ein auffälliges und farbenprächtiges Prachtkleid. Die metallisch grün und violett schimmernden Nackenfedern sind zu einem Schopf verlängert. Dieser ist auf jeder Kopfseite von zwei weißen Farblinien gerahmt. Die obere weiße Farblinie beginnt an der oberen Schnabelbasis und verläuft in einem Halbbogen bis zum Nacken. Die weiße Färbung von Kinn und Kehle läuft auf den Wangen u-förmig aus. Das Rückengefieder ist dunkel grünbraun. Die Schwingen sind metallisch blau, grün und schwarz und weisen einen blauen Flügelspiegel auf. Die Federn der Armschwingen haben eine weiße Spitze. Das Schwanzgefieder ist glänzend dunkelgrün. Die oberen Schwanzfedern weisen gelegentlich eine goldbraune Streifung auf. Die Vorderbrust ist kastanienrot und weist kleine, dreieckige, cremefarben bis weiße Flecken auf und ist an den Seiten von einem weißen und einem schwarzen senkrechten Streifen begrenzt. Die übrige Körperunterseite ist weiß. Die Flanken sind goldbraun mit einer sehr feinen dunklen Strichelung. Der Schnabel ist auf der Oberseite rötlich mit einem deutlich abgegrenzten schwarzen Schnabelnagel. Die Nasenlöcher finden sich im hinteren Drittel des Schnabels sehr weit oben auf dem Schnabelfirst. Der Unterschnabel ist dunkel. Die Beine sind dunkelgelb bis schwarzbraun. Der Augenring und die Iris sind auffällig orangerot.
Die Männchen tragen ihr Prachtkleid ab dem späten Sommer bis in den frühen Sommer des nächsten Jahres. Die Vollmauser beginnt mit dem Wechsel des Kleingefieders. Zwei bis drei Wochen später erfolgt der Abwurf der Schwingenfeder. Ab September trägt der größte Teil der Männchen wieder das Prachtkleid.
Während der kurzen Zeit, in der die Männchen ihr Schlichtkleid tragen, ähnelt ihr Körpergefieder dem der Weibchen. Sie weisen allerdings noch die für Männchen charakteristischen weißen Farbpartien an Kehle und Kinn auf. Auch ihre auffällige orangerote Augenfärbung sowie die Schnabelfärbung bleiben unverändert. Auf Grund dieser Merkmale lassen sie sich eindeutig von Brautentenweibchen unterscheiden und können auch mit den Weibchen der Mandarinente nicht verwechselt werden.

### Gefieder des Weibchens

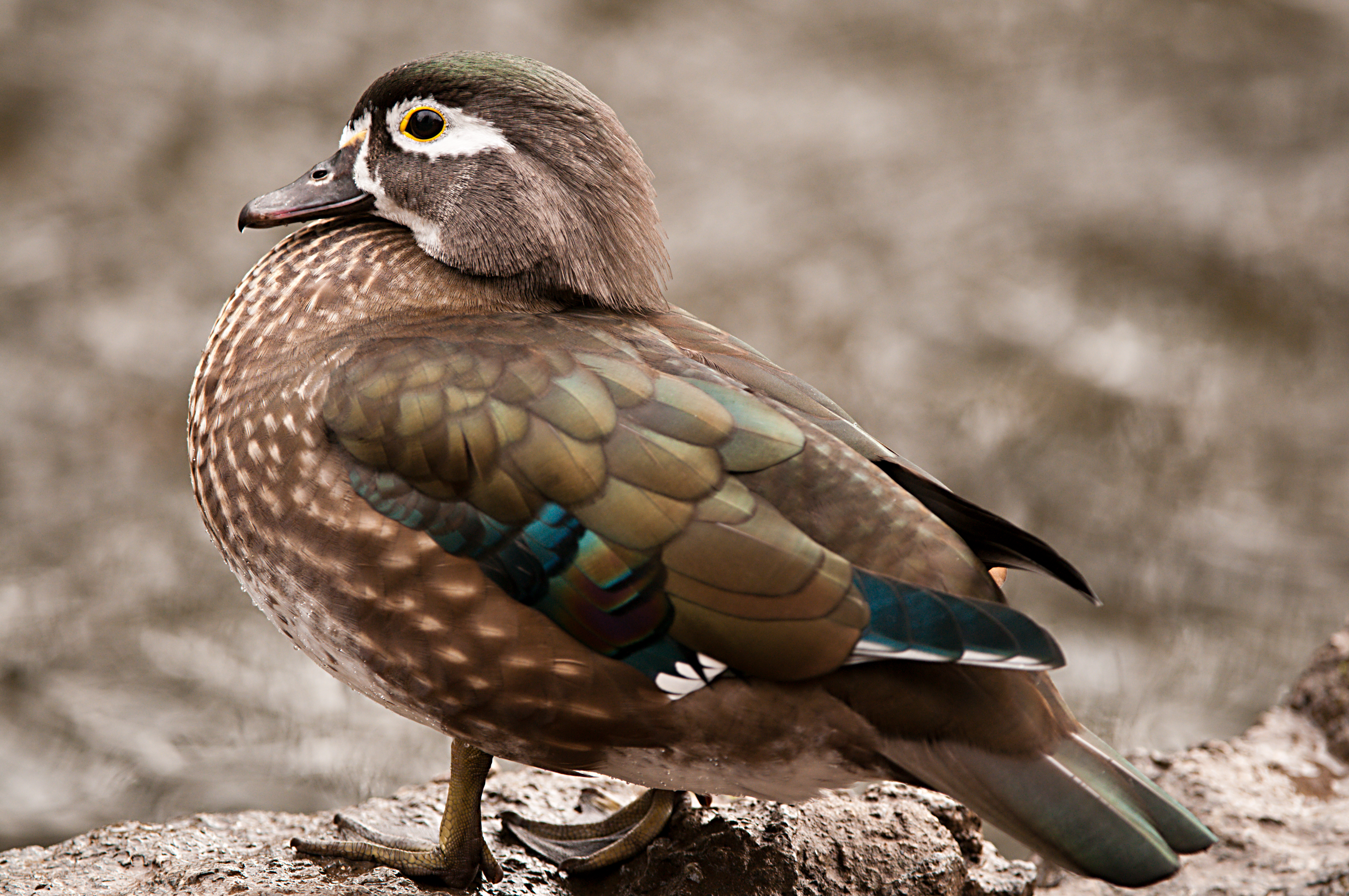
Brautenten-Weibchen

Die Weibchen haben einen grauen Kopf sowie ein kleingeflecktes graubraunes Brust- und Flankengefieder. Während der Fortpflanzungszeit ist das Nackengefieder leicht verlängert. Das graubraune Rückengefieder weist einen leichten purpurgrünen Glanz auf. Kinn und Kehle sind weiß. Um das Auge verläuft ein auffälliger weißer Augenring, der am Augenende leicht nach hinten gezogen ist. Die Flügelfärbung gleicht weitgehend der der Männchen, die Farben sind allerdings etwas weniger intensiv. Die Armschwingen haben an ihrem Ende tropfenförmige weiße Flecken, die etwas größer als bei den Männchen sind. Der Schwanz ist bronzebraun. Der Schnabel ist schwarzfleckig. Die Beine sind etwas dunkler als beim Männchen. Die Iris ist dunkelbraun.
Wie die Männchen wechseln die Weibchen zweimal im Jahr das Kleingefieder und einmal jährlich die Schwung- und Steuerfedern. Die Weibchen durchlaufen die Vollmauser etwa einen Monat früher als die Männchen. Wie die Männchen sind sie während der Mauser für eine kurze Zeit flugunfähig. Bei brütenden Weibchen fällt diese Zeit in den Zeitraum, in dem die Küken heranwachsen. Das Ruhekleid der Brautentenweibchen entspricht weitgehend dem der Fortpflanzungszeit. Die Nackenfedern sind in dieser Zeit allerdings etwas kürzer und das Weiß um die Augen ist etwas kleiner.

### Küken und Jungvögel

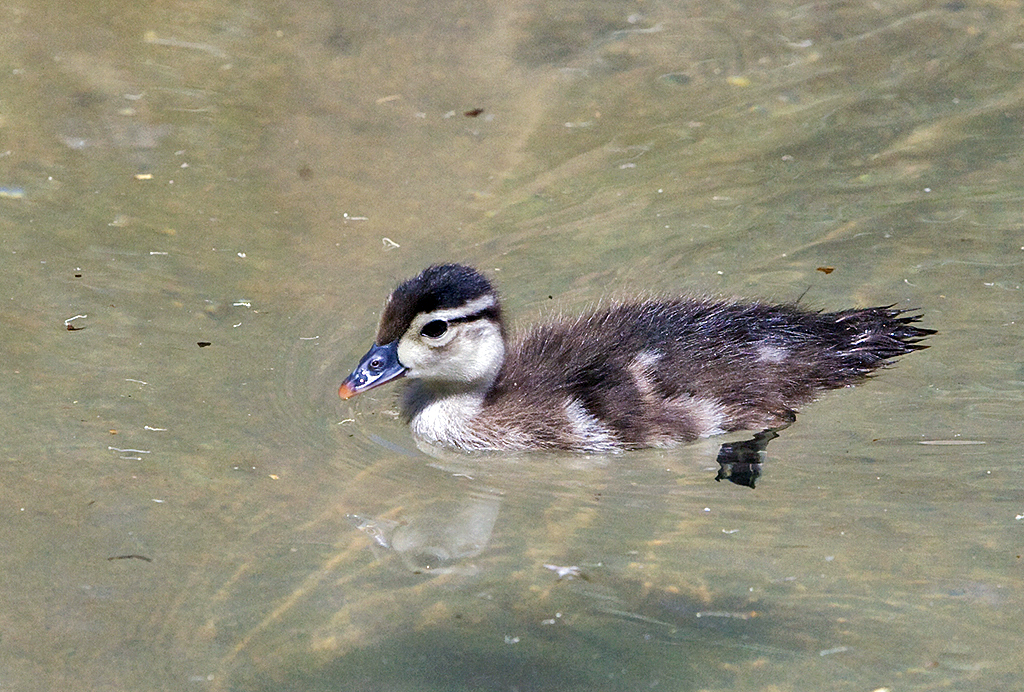
Küken der Brautente

Die Kopfplatte sowie die Körperoberseite der Brautentenküken sind dunkel olivbraun. Das Gesicht, die Kehle und die Bauchseite sind grauweiß.
Die Küken haben einen auffälligen Zügel, der vom Ende des Auges zum Hinterhals verläuft. Auf den Flügeln sowie am Bürzel finden sich kleine blass gelblichbraune Flecken. Der Schwanz ist schwarz und breit gefächert. Die Stirn ist dunkel. Die Augen sind auffällig groß. Sowohl die Krallen als auch der steiffedrige Schwanz helfen den Küken, aus ihrer Bruthöhle herauszuklettern.
Junge Brautenten sind ab ihrer siebten bis neunten Lebenswoche voll befiedert. Sie weisen ab diesem Zeitpunkt eine große Ähnlichkeit mit den Weibchen auf. Nach weiteren drei Wochen beginnt ihre Umfärbung in das erste Alterskleid, und sie zeigen zunehmend die für ihr jeweiliges Geschlecht charakteristische weiße Gesichtsmarkierung. Zeitgleich erhalten Schnabel, Iris und die Füße die Färbung adulter Brautenten. Junge Weibchen können an den breit gesäumten Flankenfedern sowie dem grauen Schnabel von den adulten Brautentenweibchen unterschieden werden.

### Verwechslungsmöglichkeiten mit anderen Entenarten

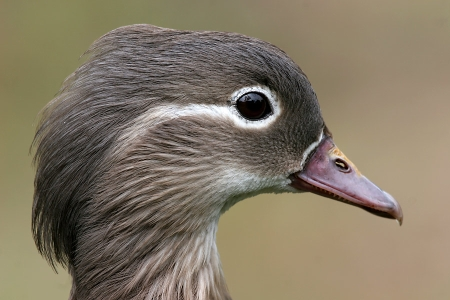
Kopfstudie einer weiblichen Mandarinente

Die Weibchen der Brautente sind in ihrem Gefieder den Weibchen der Mandarinente sehr ähnlich. Diese sind allerdings an den Flanken grober rundgefleckt und haben im Vergleich zu weiblichen Brautenten einen schmaleren Augenring. Brautentenweibchen sind etwas größer als die der Mandarinente und haben insgesamt eine etwas dunklere Gefiederfärbung. Mandarinentenweibchen fehlt der purpurgrüne Glanz auf dem Rückengefieder. Ihr Kopf hat eine eher graue Färbung, während der Kopf der Brautente fast grünlich wirkt. Bei Mandarinentenweibchen ist außerdem der Schwanzteil kürzer.
Die Küken der Brautente ähneln in ihrer Farbaufteilung denen der Mandarinente. Sie sind jedoch deutlich größer. Die Gefiederfärbung ist außerdem etwas matter und blasser als die der Mandarinentenküken.

## Stimme
Brautenten sind überwiegend schweigsame Entenvögel. Vom Männchen ist gelegentlich ein dünnes, ansteigendes dschii-ii zu hören. Während der Balz gibt das Männchen auch ein glucksendes pfits von sich. Das Weibchen hat ein sehr variables Stimmrepertoire. Es ruft unter anderem ein blechern klingendes, hochgezogenes writ, das es rhythmisch wiederholt. Zu den Lauten des Weibchens gehört auch ein langgezogenes, quiekendes uh-iik. Das Weibchen ruft die Küken mit gluckenden kuh kuh kuh-Lauten. Die Küken erlernen diesen Ruf bereits vor dem Schlupf und in der ersten Stunde ihres Lebens. Sie werden vom Weibchen mit diesen Glucklauten aus ihrer Nisthöhle gelockt und zum Sprung auf den Boden aufgefordert. Die Küken geben ständig hohe, mehrsilbige Rufe von sich. Küken, die sich bedroht fühlen, rufen ein schnelles ti-ti-ti-ti. Ab etwa dem dritten Lebensmonat beherrschen sie das Rufrepertoire der adulten Brautenten.
Zu den Instrumentallauten der Brautente zählt ein pfeifendes Fluggeräusch.

## Verbreitung

### Ursprüngliches Verbreitungsgebiet

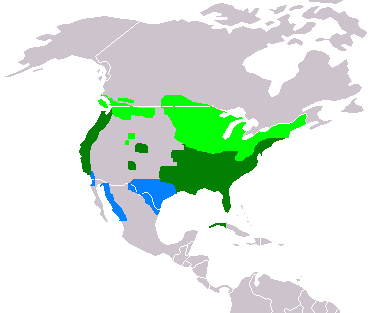
Verbreitungsgebiet der Brautente. Hellgrün= Verbreitung nur während der Fortpflanzungszeit; Dunkelgrün= Ganzjährig; Hellblau= Überwinterungsgebiete ohne Brutnachweise

Der Schwerpunkt des Verbreitungsgebiets der Brautente ist auf die Vereinigten Staaten von Amerika und Kanada begrenzt. Eine sehr kleine Population brütet außerdem auf Kuba. Im Winterhalbjahr werden Brautenten gelegentlich in Mexiko beobachtet. Sie sind dort jedoch keine Brutvögel. Die nördliche Verbreitungsgrenze sind der Osten der Großen Seen, Manitoba, New Brunswick und der Süden von Québec.
Für den nordamerikanischen Kontinent werden drei Populationen unterschieden. Die westliche Population kommt im Süden von British Columbia, dem Nordosten von Montana, dem pazifischen Nordwesten sowie Kalifornien vor. Die zweite Population brütet in einem Gebiet, das sich über die Great Plains nach Osten bis zur Atlantik-Küste erstreckt und von den südlichen kanadischen Provinzen östlich von Alberta bis zu den US-Bundesstaaten am Golf von Mexiko reicht. Eine dritte Population brütet in den High Plains in Zentral-Nordamerika. Brutvögel finden sich am Yellowstone River, am Missouri, auf den High Plains von Wyoming und in Colorado.
Brautenten sind Teilzieher, die überwiegend während der Nacht ziehen. Die nördlichen Populationen ziehen im Winterhalbjahr nach Süden und halten sich dann südlich des 35. nördlichen Breitengrads auf. Sie erreichen in dieser Zeit in geringer Zahl auch den äußersten Nordosten sowie die südwestlichen Küstengebiete Mexikos. Die in Kalifornien sowie die südlich einer Linie von North Carolina, Tennessee und Arkansas lebenden Brautenten sind überwiegend Standvögel.

### Verbreitung in Europa
Die optisch attraktive Brautente wurde bereits im 17. Jahrhundert nach Europa importiert. Sie gehörte beispielsweise zu dem am königlichen Hof zu Versailles gepflegten Ziergeflügel. Von entflohenen und anschließend verwilderten Brautenten wurde bereits im 19. Jahrhundert berichtet. Brautenten werden gerne als Ziergeflügel gehalten, weil sie winterhart sind und sich in Gefangenschaft leicht fortpflanzen. Den Enten werden in der Regel nicht die Flügel gestutzt, so dass verwilderte Paare gelegentlich in der freien Landschaft brüten und sich kurzfristig auch fortpflanzen. Nach 1900 gab es im Berliner Großraum eine Zeit lang gezielte Ansiedlungsversuche durch den Ornithologen Oskar Heinroth. 1909 bestand diese frei lebende Population aus etwa 120 Alttieren, die bis 1930 allerdings wieder erlosch. Solche Einbürgerungsversuche von nicht zur heimischen Fauna gehörenden Tieren werden heute kritisch gesehen, und in Mitteleuropa haben sich bis heute keine selbst erhaltenden Brautenten-Populationen gebildet. Fachleute halten es jedoch für möglich, dass sich die Brautente in naher Zukunft etablieren könnte.

## Bestand

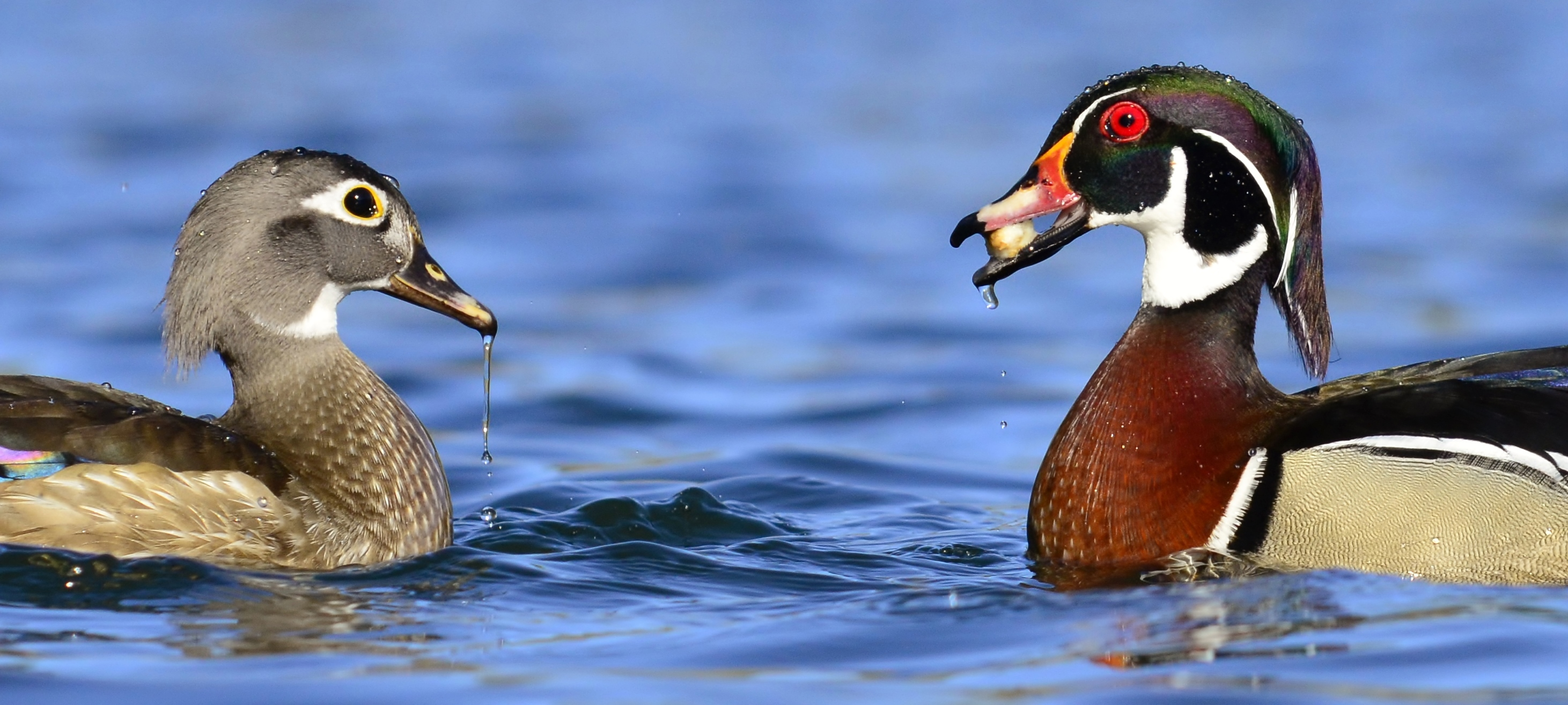
Brautentenpaar

Über die Bestandszahlen der Brautente vor und im Verlauf des 19. Jahrhunderts ist wenig bekannt. Es gibt jedoch in den Berichten aus dem 18. und 19. Jahrhundert vielfältige Hinweise, dass Brautenten in sehr großer Zahl vorkamen. Auf Grund der zahlreichen Gewässer, die in diesem Zeitraum an ihrem Ufer noch alten Baumbestand aufwiesen, ist es sehr wahrscheinlich, dass Brautenten damals weit häufiger vorkamen, als dies heute der Fall ist. Verschwunden sind vor allem baumbestandene Sümpfe, die nach der Besiedelung durch europäische Siedler abgeholzt und trockengelegt wurden. Es wird geschätzt, dass beispielsweise seit der Besiedelung durch Europäer Texas etwa 75 Prozent, Michigan 71 Prozent, Ohio, Indiana, Illinois und Louisiana jeweils etwa 50 Prozent dieses Lebensraums verloren haben.
Ihren Populationstiefpunkt hatte die Brautente zu Beginn des 20. Jahrhunderts. Seitdem hat sich ihr Bestand stark erholt. Als Grund für die Bestandserholung gilt eine Zunahme der Biberpopulation, eine zum Teil gezielte (Wieder-)Ansiedelung sowie die Anbringung von künstlichen Nisthöhlen. Brautenten profitieren auch davon, dass entlang der Flüsse der Great Plains wieder ein hinreichend alter Waldbestand nachgewachsen ist. Diese Gebiete werden auch wieder vom Helmspecht besiedelt. Diese große Spechtart legt jedes Jahr eine neue Bruthöhle an. Die alten werden von Brautenten und ähnlichen höhlenbrütenden Vögeln genutzt.
Die Brautente ist heute in Nordamerika die häufigste Entenart, die in Baum- und Nisthöhlen brütet. Für das Jahr 2002 wurde die Population auf 2,8 Millionen Individuen im Osten, auf 665.100 im zentralen und 66.000 im Westen Nordamerikas geschätzt. Der Bestand nimmt vor allem im Osten Nordamerikas zu.

## Lebensraum

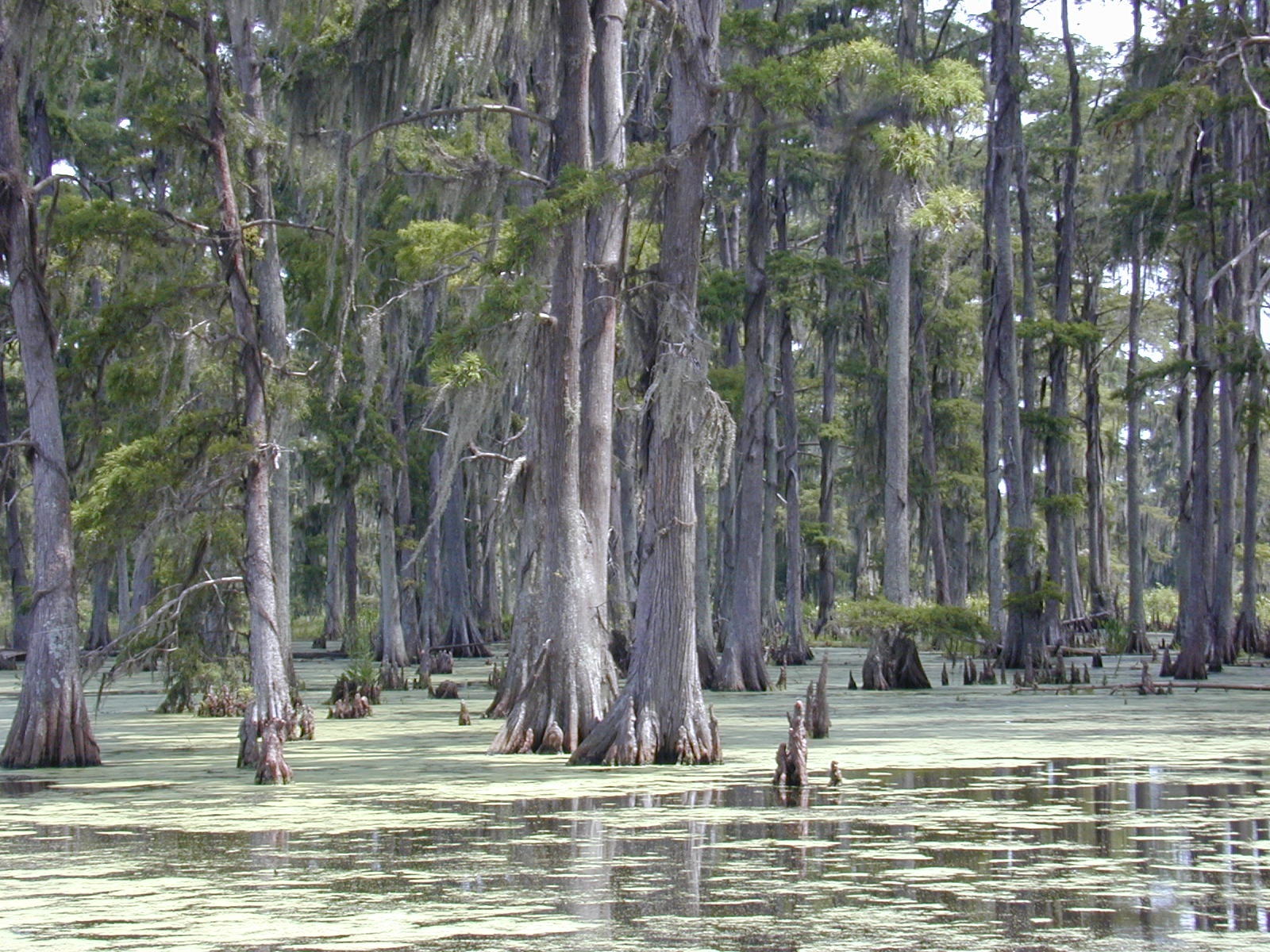
Sumpfzypressensumpf, einer der charakteristischen Lebensräume der Brautente

Der Brutlebensraum der Brautente sind bewaldete Sümpfe, seichte Seen oder Teiche sowie langsam fließende Gewässer, von denen viele infolge der Aktivitäten von Bibern entstanden. Optimale Brutbedingungen findet die Brautente an Gewässern mit einer durchschnittlichen Tiefe zwischen 8 und 48 Zentimetern und einer Wasserfläche, die weitgehend windgeschützt ist. Die Wasserzone und das Ufer sollten mit Laubbäumen oder Mischwald und Sträuchern dicht bestanden sein, wie dies beispielsweise in Sumpfzypressenwäldern häufig der Fall ist. Die Wasserfläche ist vom Laubdach beschattet. Dort wo wassertolerante Bäume fehlen, können auch Rohrkolben, Teichbinsen und Igelkolben Brautenten genügend Schutz bieten. Der Lebensraum muss neben großen Mengen an kohlenhydrathaltiger Nahrung auch hinreichend Wirbellose aufweisen, da insbesondere die eierlegenden Weibchen auf einen hohen animalischen Nahrungsanteil angewiesen sind.
An den kalten Gewässern der borealen Nadelwaldregion kommen Brautenten nur selten vor. Auf Küstengewässern fehlen sie vollständig. Brautenten besiedeln auch Parkgelände, wenn diese hinreichend abgeschiedene Rückzugsstellen bieten. Einen großen Teil des Tages verbringen sie aufgebaumt. Im Winterhalbjahr finden sie sich auch an offeneren Gewässern ein und nutzen dann gelegentlich auch Brackgewässer.
Brautenten halten sich meist nur paarweise oder in kleinen Gruppen auf. Lediglich im Winter sind Ansammlungen zu beobachten, die bis zu 1000 Individuen umfassen können. Zu solchen Schwarmbildungen kommt es vor allem dann, wenn regional großes Nahrungsangebot an Eicheln und Hickorynüssen besteht. Die Lebensweise der Brautenten ist eng an Wald gebunden, und sie sind geschickte Flieger, die zwischen den Bäumen hindurch fliegen können. Sie sind nur sehr selten in offenem Gelände zu beobachten.

## Nahrung und Nahrungsweise
Brautenten sind grundsätzlich omnivore Vögel, deren Nahrungszusammensetzung wesentlich vom Angebot bestimmt ist. Sie fressen Teile von Wasserpflanzen, Samen, Früchte, Wirbellose und nutzen auch landwirtschaftliche Anbauflächen zur Nahrungssuche. Wirbellose spielen vor allem für eierlegende Weibchen und heranwachsende Jungenten eine sehr große Rolle.

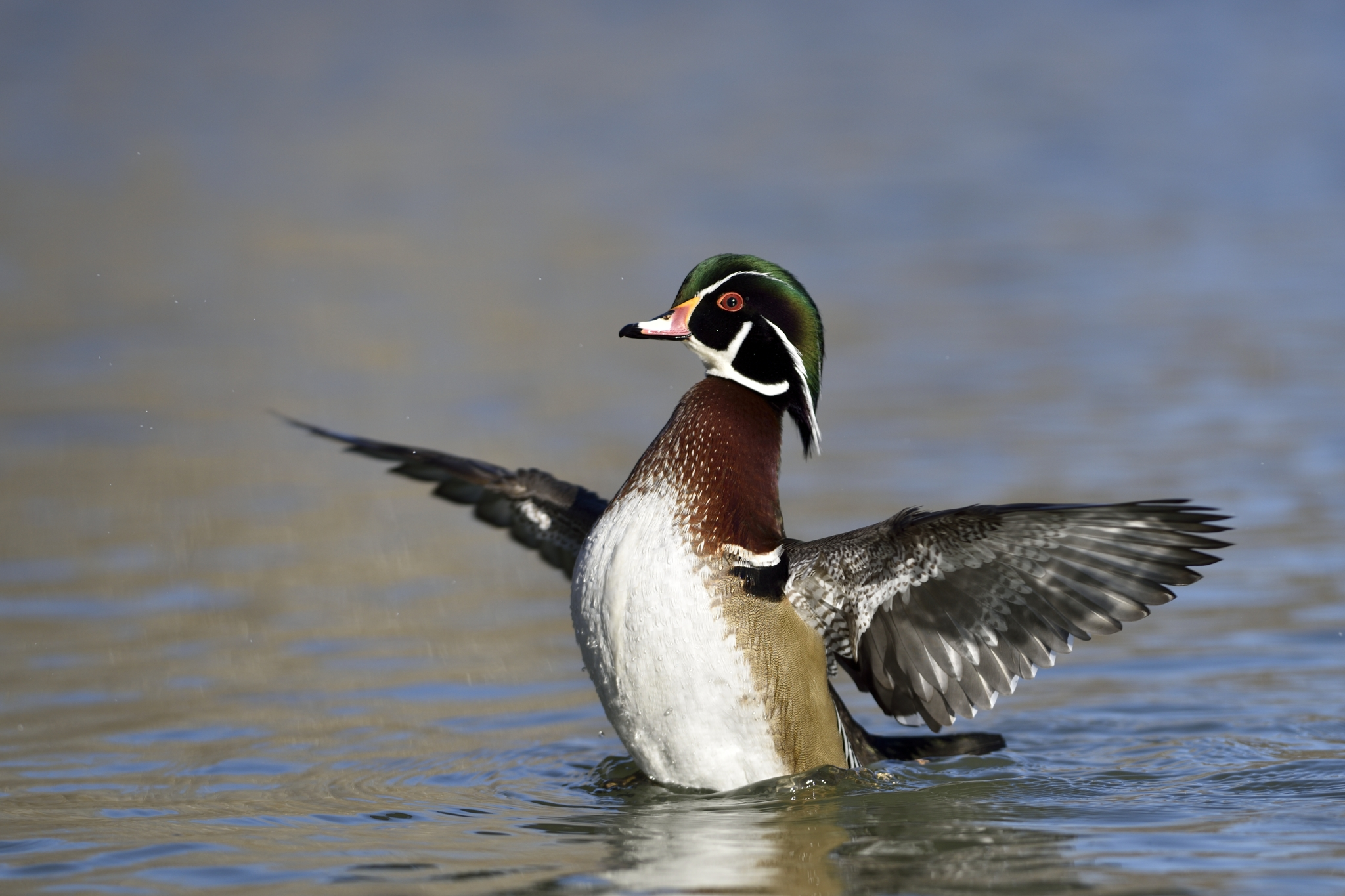
Männchen

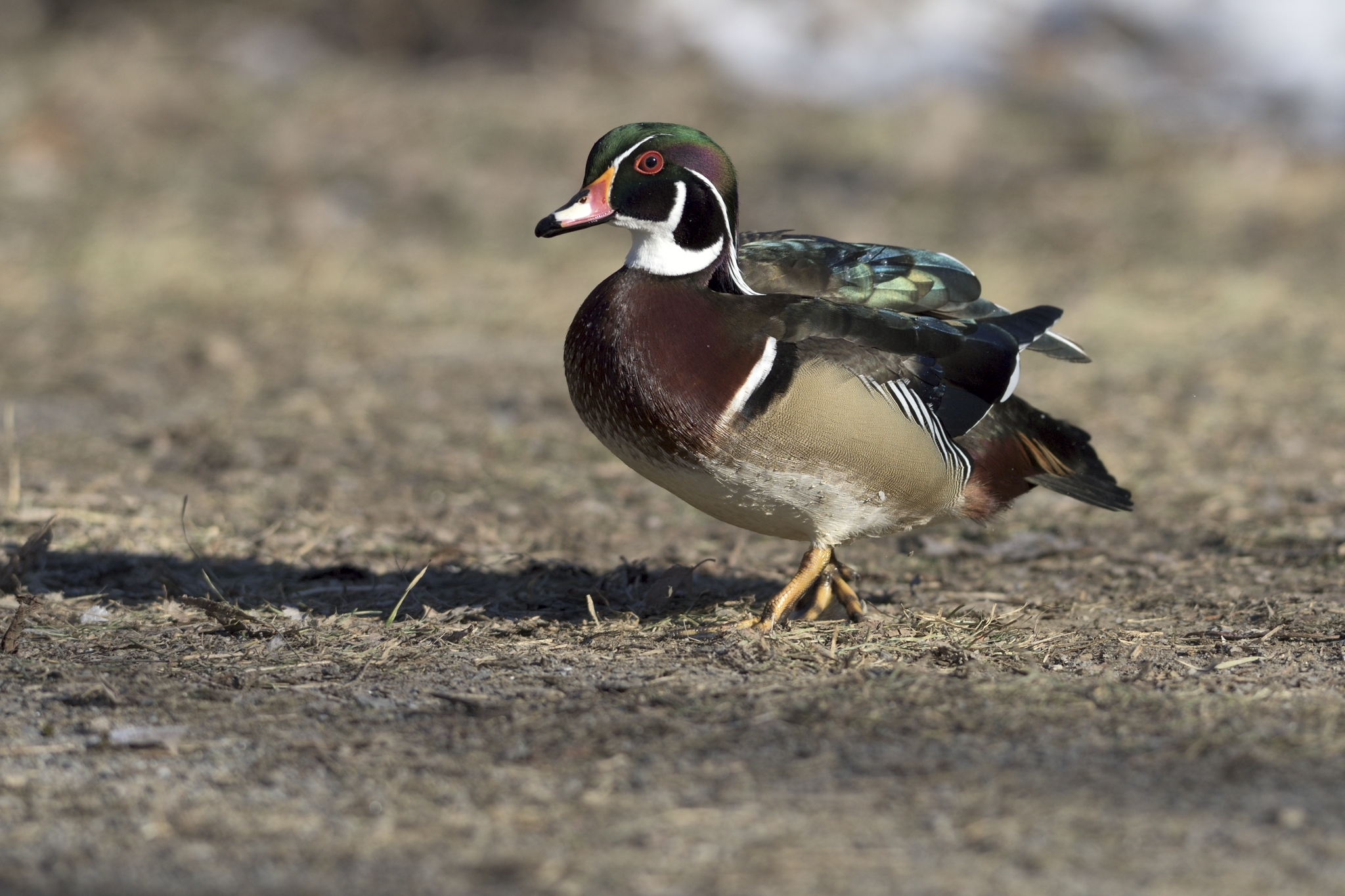
Männchen

Eine große Bedeutung in der Ernährung der Brautente haben Eicheln. Sie fressen außerdem die Samen von Echter Sumpfzypresse, Hickory, Buche, Peltandra, Stechpalme, Teichbinse, Seerose sowie Früchte wie Maulbeeren und Weinbeeren. Sowohl kultivierter Reis als auch Wasserreis spielen in einigen Regionen des Verbreitungsgebietes eine große Rolle.
Die Küken fressen bis zu ihrer sechsten Lebenswoche nahezu ausschließlich animalische Kost. Dazu zählen die Larven von Eintagsfliegen und Libellen und frisch geschlüpfte Zuckmücken. Die Nahrung wird meist von der Wasseroberfläche gepickt. Ausgewachsene Brautenten fressen außerdem Käfer, Spinnen, Ameisen, Grashüpfer, Grillen und Fliegen. Auch kleine Fische werden von ihnen gelegentlich erbeutet.
Brautenten haben keine Nahrungsreviere. Sie suchen während aller Tagesstunden nach Nahrung. Die Nahrungssuche ist jedoch am intensivsten in den frühen Morgen- und späten Nachmittagsstunden. Sie fressen gewöhnlich in kleinen Gruppen und suchen überwiegend schwimmend nach Nahrung. Da Brautenten einen verhältnismäßig schmalen Schnabel haben, der außerdem nur wenige Lamellen aufweist, durchseihen sie das Wasser nur selten. Die Nahrung wird stattdessen meist von der Wasseroberfläche abgepickt. Gelegentlich gründeln oder tauchen sie auch nach Nahrung. Meist nehmen sie dann Eicheln oder andere große Samen vom Gewässerboden auf. Der Schnabel ist zu schwach, um beispielsweise Eicheln zu zerquetschen. Meist werden diese ganz geschluckt. Pflanzenteile werden abgerissen.
Wenn das von ihnen besiedelte Gewässer keine hinreichende Nahrung bietet, suchen Brautenten auch an Land danach. Sie nehmen dann an der Uferzone und in den angrenzenden Waldgebieten Bucheckern, Eicheln, Nüsse, Beeren und Früchte auf. In nahrungsknappen Zeiten finden sie sich auch auf landwirtschaftlichen Flächen ein und fressen Sojabohnen, Hirse sowie Getreidearten wie Hafer und Mais.

## Fortpflanzung

### Balz

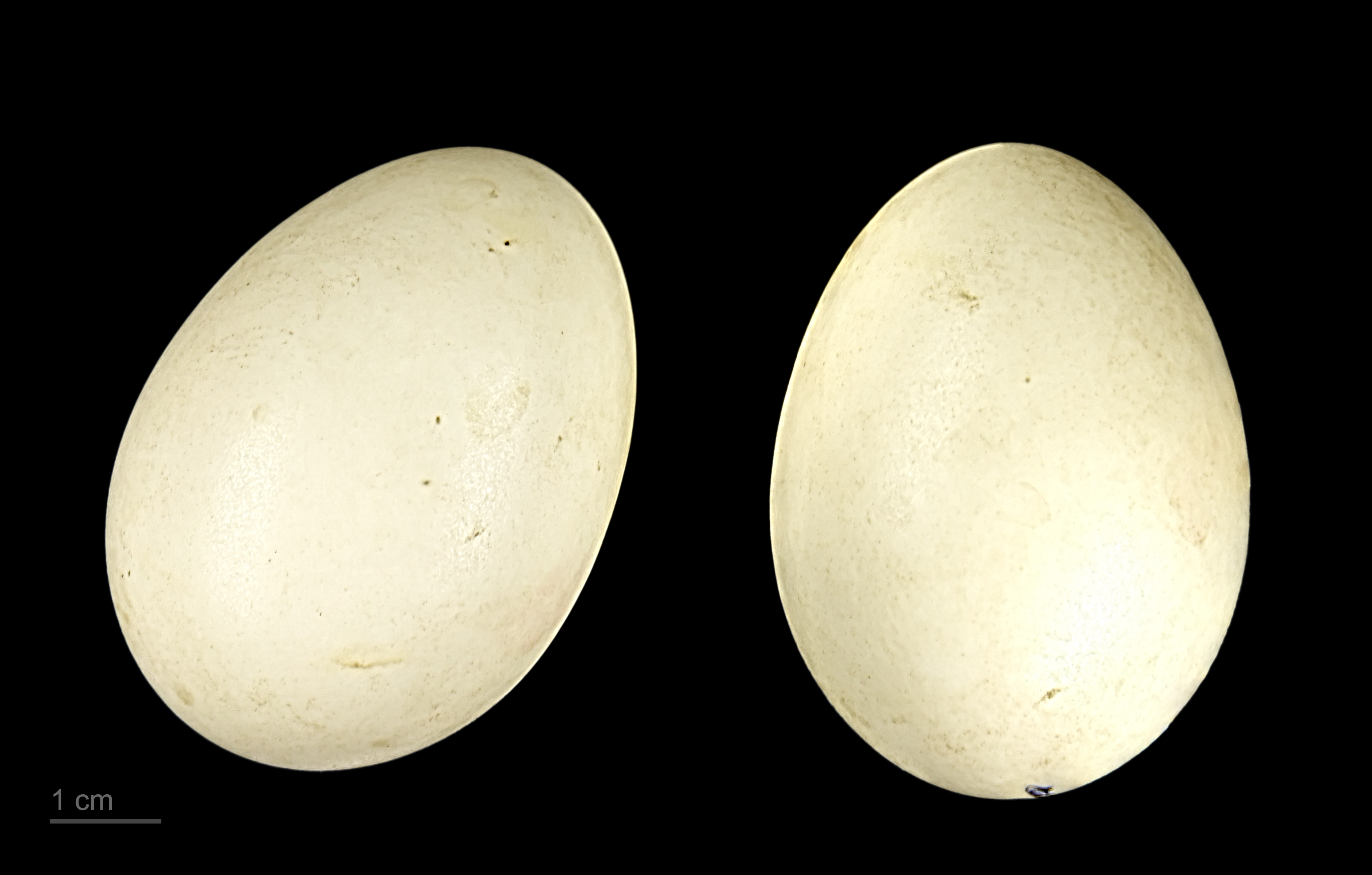
Eier der Brautente

Brautenten sind grundsätzlich monogame Vögel, deren Paarbindung jedoch meistens nur über eine Fortpflanzungsperiode besteht. Die Balz beginnt sechs bis sieben Monate vor der eigentlichen Brutzeit und damit bevor ziehende Brautenten in die Überwinterungsquartiere abwandern. In diesem Zeitraum kommt es auch bereits zu ersten Kopulationen, die vor allem der Paarbindung dienen.

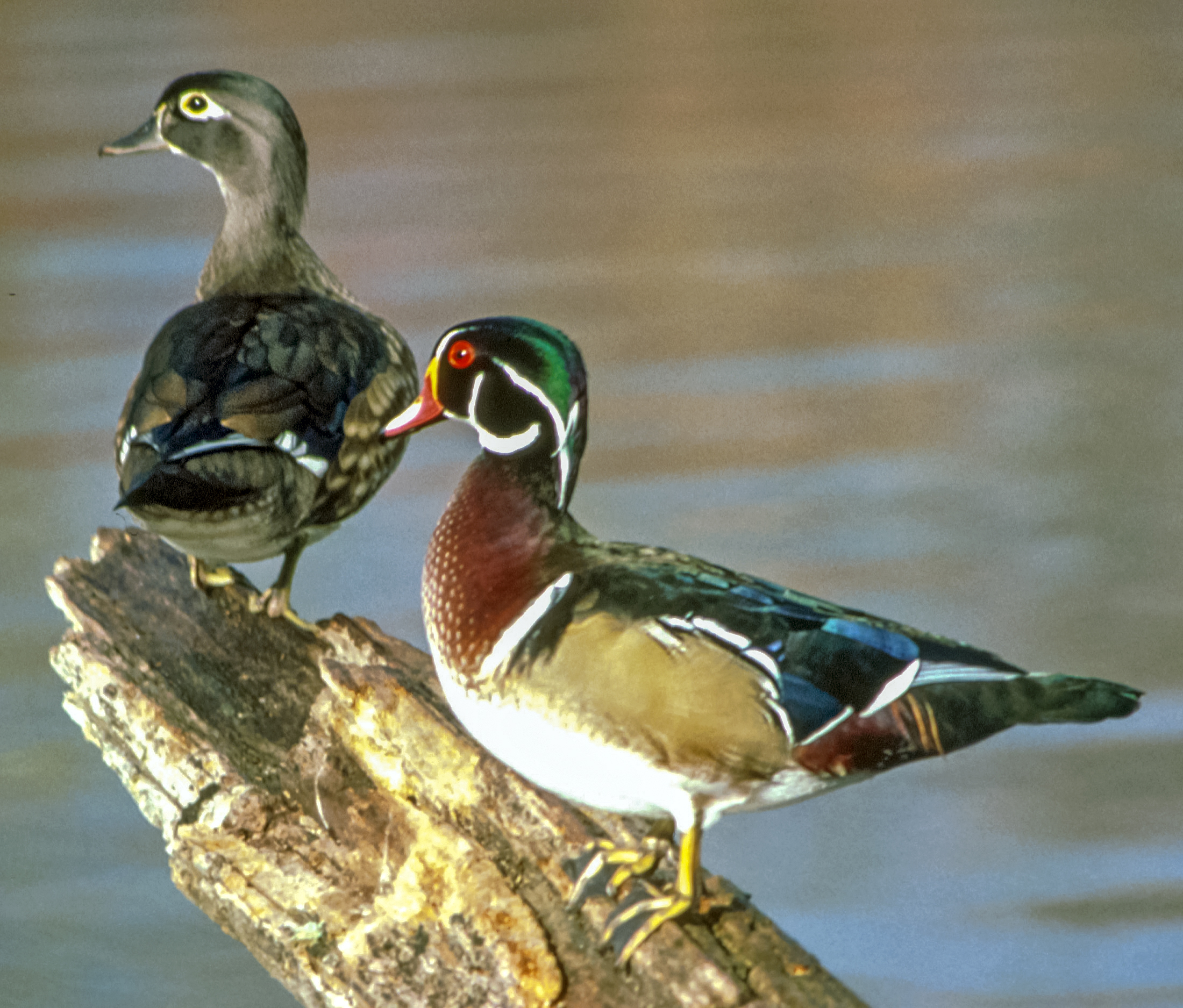
Brautenten verbringen gerne einen Teil des Tages aufgebaumt.

Die Balz wird durch die Weibchen eingeleitet, die in dieser Zeit häufiger ihre Stimme hören lassen. Nicht verpaarte Männchen folgen diesen Rufen und bilden in der Nähe dieser Weibchen kleine, balzende Gruppen. Das Balzrepertoire der Brautenten ist sehr umfangreich. Zu den gemeinsamen Balzgesten gehört ein gegenseitiges Beknabbern des Kopf- und Halsgefieders. Zu den Balzgesten des Männchens zählen ein auffälliges Kopf-Abwenden, Kopfschütteln, Kopfstrecken, Schnabel-Eintauchen, ein ritualisiertes Putzen der Schwingen und ein Aufrichten des Oberkörpers aus dem Wasser. Diese Balzgesten werden meist durch das Weibchen ausgelöst, das leicht seitwärts schwimmt und dabei das Schwanzgefieder vom Männchen wegspreizt. Reagiert ein Männchen auf dieses Schwimmverhalten mit Kopf-Abwenden, hat sich die Paarbildung in der Regel vollzogen. Solche Paarbindungen bestehen zu Beginn der Balzzeit gelegentlich nur für wenige Minuten oder Stunden. Die Paarbindungen festigen sich im Verlauf des Herbstes und Frühwinters. Die Balz dient in dieser Zeit der Intensivierung der Paarbindung. Die Balz findet überwiegend auf dem Wasser statt. Reihflüge, bei denen mehrere Männchen einem Weibchen folgen, kommen zwar vor, sind aber verhältnismäßig selten.
Die Paarbindung zwischen den Geschlechtern besteht bis in die letzte Brutwoche. Männliche Brautenten bleiben damit verglichen zu anderen Entenvögeln überdurchschnittlich lang in der Nähe der Weibchen. Sie bewachen die brütenden Weibchen gegenüber Fressfeinden und verhindern durch ihre ständige Nähe eine erzwungene Kopulation mit anderen Männchen vor oder während der Legezeit. Auch eine Behelligung der brütenden Weibchen durch andere Männchen wird durch ihre ständige Nähe in der Nisthöhle weitgehend unterbunden. Damit sinkt die Wahrscheinlichkeit, dass Weibchen das Gelege aufgeben.

### Brutorttreue

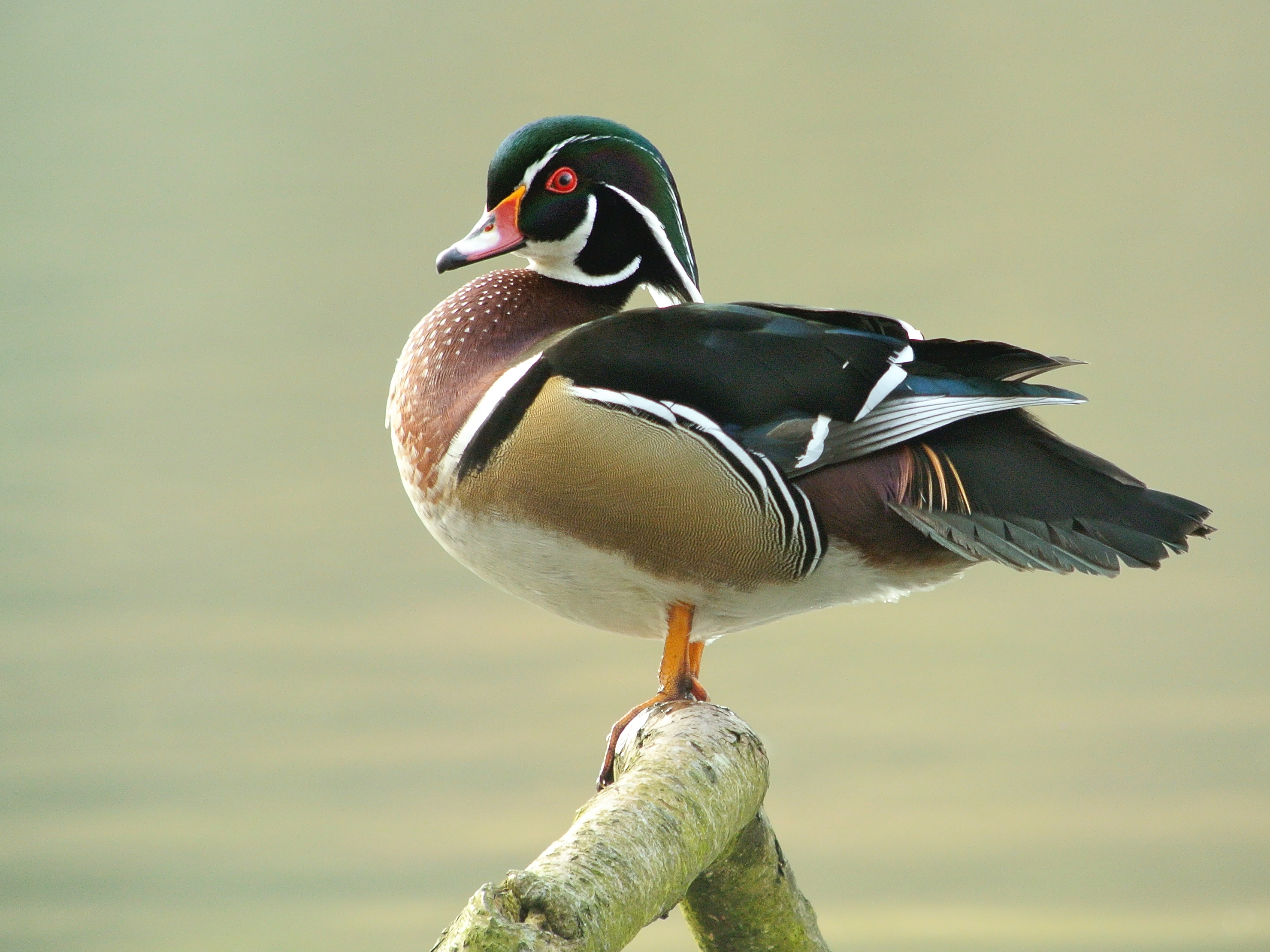
Männchen

Anhand beringter Brautenten konnten Untersuchungen nachweisen, dass weibliche Brautenten bevorzugt in das Gebiet zurückkehren, in dem sie selber groß wurden und/oder in dem sie bereits erfolgreich Junge großgezogen haben. Die Untersuchungen, auf denen diese Erkenntnisse beruhen, wurden vor allem an Brautenten durchgeführt, die in künstlichen Nisthöhlen brüteten. Die untersuchten Brautenten nutzten zu einem hohen Grade sogar die Nisthöhlen des Vorjahrs. Die Rückkehrwahrscheinlichkeit der Weibchen in das unmittelbare Brutareal sank, wenn das Gelege im Jahr zuvor verloren ging. Die Rückkehrrate männlicher Brautenten ist insgesamt deutlich geringer als die von Weibchen. Bei zwei an unterschiedlichen Orten durchgeführten Studien kehrten 9 bis 15,8 Prozent der Männchen und zwischen 48 und 58 Prozent der Weibchen wieder ins Brutareal zurück. Die Ursache dieser geringen Rückkehrrate der Männchen sind drei Verhaltensweisen. Männchen, die sich noch im Brutareal mit einem Weibchen verpaaren, kehren mit diesem in dieses Gebiet zurück, sofern die Paarbindung im Überwinterungsgebiet intakt bleibt. Männchen, die auch im Überwinterungsgebiet unverpaart blieben, kehren bevorzugt in das Gebiet zurück, in dem sie selber aufgewachsen sind. Männchen dagegen, die im Überwinterungsquartier die Paarbindung eingehen, folgen den Weibchen in deren Brutareal.

### Die Nisthöhle
Brautenten sind obligatorische Höhlenbrüter und nisten in Baumhöhlen in der Nähe von Gewässern. In Ermangelung von Baumhöhlen nehmen Brautenten sehr bereitwillig auch Nistkästen an.

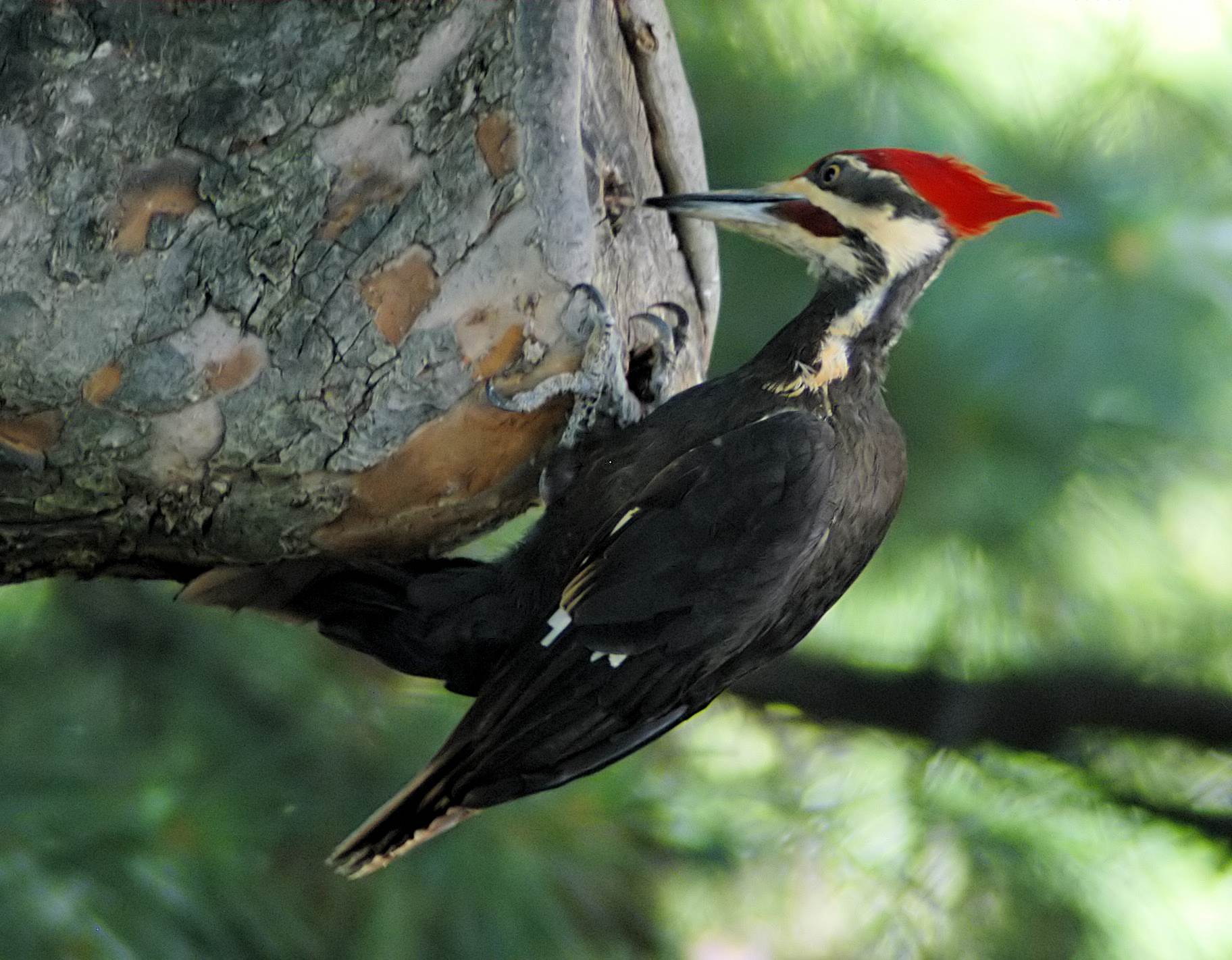
Helmspecht – Brautenten nutzen häufig alte Nisthöhlen dieser Spechtart.

Obwohl viele Baumarten im Lebensraum der Brautente geeignete Höhlungen aufweisen, finden sich ihre Nisthöhlen insbesondere in Hartholzbäumen. Im Norden ihres Verbreitungsgebietes zählen Silber-, Rot- und Zucker-Ahorn, Amerikanische Ulme, Rotulme, Amerikanische Zitterpappel, Populus grandidentata, Rot-Esche, Amerikanische Linde, Roteiche, Bitternuss-Hickory, Schwarznuss sowie die Amerikanische Schwarz-Weide zu den besonders häufig genutzten Nistbäumen. Im zentralen Nordamerika haben neben Rot- und Zucker-Ahorn auch die Amerikanische Platane, die Amerikanische Buche und die Färbereiche eine große Bedeutung als Nistbäume. Im Süden brüten Brautenten bevorzugt in mehreren Arten der Tupelo. Sie nutzen dort neben der Amerikanischen Platane und der Amerikanischen Schwarzweide auch die Echte Sumpfzypresse, die Amerikanische Buche sowie Quercus nigra und die Zweifarbige Eiche als Nistbäume. Die Nisthöhlen der Brautenten entstehen häufig durch Windbruch, durch das Absterben einzelner Äste oder Blitzeinschlag. Brautenten nutzen aber auch oft alte, aufgegebene Nisthöhlen des Helmspechts. Die Bedeutung dieser Spechtart für den Populationszuwachs der Brautente wird zwar in der Literatur unterschiedlich gewertet. Es gibt aber zahlreiche Hinweise, dass die Bestandszunahme der Helmspechte sich positiv auf die Brautentenpopulation auswirkte. Brautenten konkurrieren mit einer Reihe anderer Tierarten um die Nisthöhlen. Dazu zählen andere Vogelarten wie der Kappensäger, der in Nordamerika eingeführte europäische Star und die Schellente, Säuger wie Waschbären, Fuchs- und Gleithörnchen, Honigbienen und einige Natternarten. Brautenten profitieren aber durchaus von der Anwesenheit von Hörnchen im Brutareal, da diese die Baumhöhlen häufig so erweitern, dass sie für Brautenten groß genug sind.
Die Nisthöhle wird vom Weibchen gewählt, das dabei vom Männchen begleitet wird. Das Weibchen wählt bevorzugt Nisthöhlen in unmittelbarer Wassernähe und solche, die sich neun Meter und mehr über dem Erdboden befinden. Auf Grund des geringen Angebots an Baumhöhlen befinden sich die Nisthöhlen im Durchschnitt jedoch in einer Höhe von 7,6 Metern.

### Eiablage

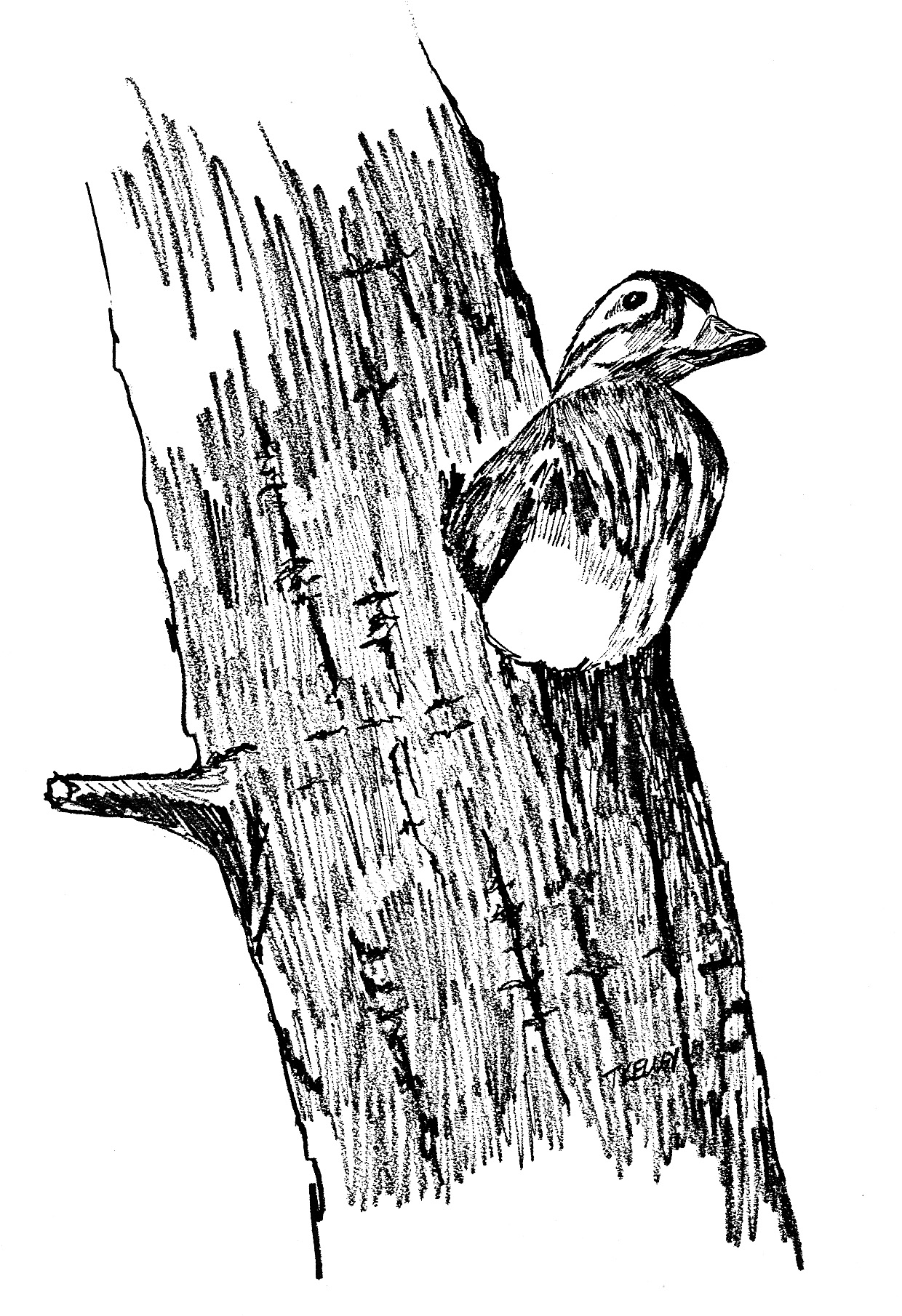
Weibchen, das aus einer Baumhöhle herausschlüpft

Der Zeitpunkt, zu dem Brautenten mit der Eiablage beginnen, variiert in Abhängigkeit vom Verbreitungsgebiet. Im Süden brüten Brautenten bereits ab Februar, im Norden dagegen von Mitte März bis Mitte April. In allen Gebieten endet die Eiablage vor der letzten Juniwoche.

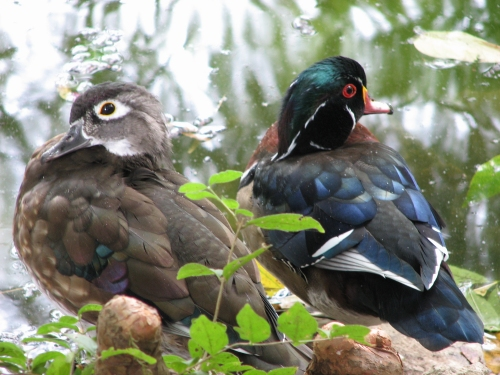
Brautentenpaar – das Männchen hält sich während der Eiablage in der Nähe der Nisthöhle auf.

Die Eiablage erfolgt mit einem Legeabstand von 24 Stunden. Das Weibchen bedeckt die ersten gelegten Eier mit dem Material, das sich am Boden der Baumhöhle findet. Dabei handelt es sich meist um verrottendes Holz sowie Blätter und Gras, das beispielsweise durch Hörnchen in die Höhle eingetragen wurden. Durch das Bedecken mit diesem Material sind die Eier besser vor Prädatoren geschützt und gegen Temperaturschwankungen isoliert. Im Verlauf der Eiablage finden sich zunehmend auch Daunen aus dem Brustgefieder des Weibchens im Abdeckmaterial. Die Eier sind elliptisch oval und haben eine stumpfe weiße Schale. Die Eier messen durchschnittlich etwa 5 × 4 Zentimeter. Ein Vollgelege hat etwa im Durchschnitt 12,2 Eier. Geht das Gelege verloren, kommt es in der Regel zu einem Nachgelege. Dieses wird in einer anderen Nisthöhle gelegt. Es brütet allein das Weibchen. Die Brutdauer beträgt durchschnittlich 31 Tage. Das Weibchen verlässt zwei Mal am Tag das Gelege für etwa anderthalb Stunden. Ihr Gewichtsverlust beträgt pro Tag 0,68 Gramm. Brautenten ziehen gewöhnlich nur ein Gelege pro Jahr groß. Im äußersten Süden des Verbreitungsgebietes kommt es vor, dass auch eine zweite Brut groß gezogen wird. Gelegentlich legen mehrere Brautentenweibchen Eier in ein Gelege. Vermutlich ist dies eine Folge der Konkurrenz um geeignete Nisthöhlen. Solche Gemeinschaftsgelege werden in der Regel bebrütet. Der Bruterfolg ist nur unwesentlich geringer als bei Gelegen, die nur von einer Brautente stammen. Brautentenweibchen legen mitunter Eier auch in die Nisthöhlen von Kappensägern und Herbstpfeifgänsen.

### Schlupf und Aufzucht der Küken
Der Schlupf eines Kükens aus dem Ei dauert etwa sechs Stunden. Das Piepen der schlüpfenden Küken wirkt stimulierend auf die anderen Küken, so dass der Schlupfprozess eines Gelege weitgehend synchron abläuft. Die durchschnittlich 25 Gramm schweren Küken sind in den ersten zwei Lebensstunden hilflos. Sobald ihre Dunen jedoch getrocknet sind, zeigen sie ein sehr agiles Verhalten und beginnen in der Nisthöhle herumzuklettern. Im Alter von etwa 24 bis 36 Stunden verlassen sie die Nisthöhle. Sie folgen dabei den Rufen der Mutter, die sie vom Boden vor der Nisthöhle mit gluckenden, schnellen kuh-kuh-kuh-Lauten lockt. Der weibliche Elternvogel ruft bis maximal eine Stunde. Die Küken reagieren sofort auf den Ruf und springen ohne Zögern in die Tiefe. Untersuchungen bei mehreren Entenarten haben gezeigt, dass Küken höhlenbrütender Entenarten anders als bodenbrütende Arten grundsätzlich keine Angst vor solchen Sprüngen zeigen. Erst im Verlauf der ersten zwei Lebenswochen entwickelt sich die Scheu, in die Tiefe zu springen. Beim Sprung vom Eingang der Nisthöhlen auf den Boden strecken die Küken die Füße aus und schlagen mit ihren Flügelstummeln. Die Ornithologen Frank Bellrose und Daniel Holm haben Küken beobachtet, die ohne offensichtliche Verletzungen auf diese Weise 15 Meter in die Tiefe sprangen. Küken, denen es nicht gelingt, vom Boden der Nisthöhle zum Eingang zu gelangen und von dort herabzuspringen, während sie der Muttervogel draußen lockt, werden von ihr zurückgelassen, auch wenn das Piepen des Kükens für den Muttervogel hörbar ist.

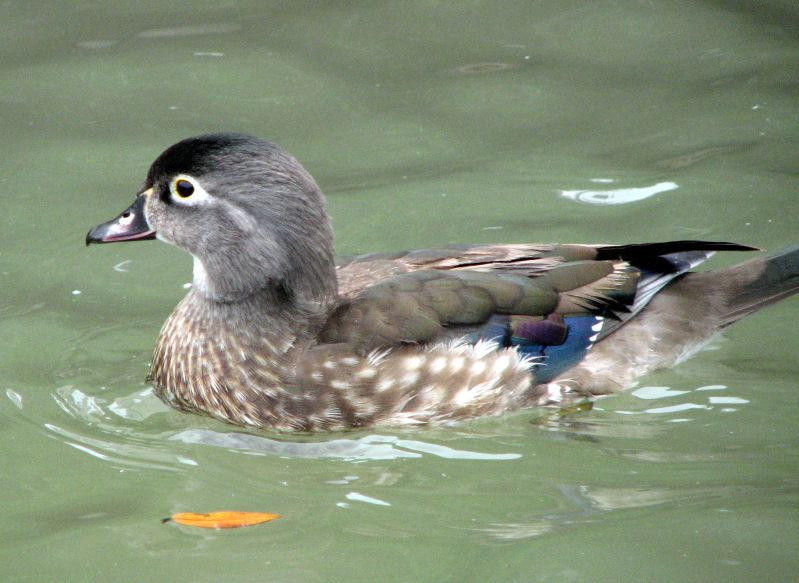
Weibchen der Brautente

Der Muttervogel führt ihre Brut anschließend zum nächsten Gewässer. Nur dort finden die Jungen geeignete Nahrung. In Abhängigkeit vom Standort der Nisthöhle kann die Wegstrecke bis zu 1,6 Kilometer betragen. Die Küken zehren während der Wanderung von den Resten des Eidotters. Für Stockentenküken schätzt man, dass sie nach dem Schlupf mindestens für 48 Stunden ohne Nahrung bleiben können. Für Brautentenküken fehlen vergleichbare Daten. Der Verlust an Küken während der Wanderung zum nächsten Gewässer ist sehr hoch und steigt mit der Länge des Weges. Der Muttervogel führt die Küken unter Nutzung der verfügbaren Deckung. Offene Stellen werden mit hoher Geschwindigkeit überquert. Nahende Prädatoren werden vom Muttervogel verleitet. Die enge Bindung zwischen Mutterente und Küken endet im Vergleich zu anderen Schwimmenten sehr frühzeitig. Ab einem Alter von etwa 35 Tagen reagieren die Küken nur noch langsam oder gar nicht mehr auf die Rufe des Muttervogels. In der Regel verlassen die Küken den Muttervogel und nicht umgekehrt. Früh verwaiste Küken haben keine signifikant andere Mortalitätsrate als geführte Küken, sofern sie ein geeignetes Gewässer erreicht haben.
Die Wachstumsrate der Küken ist sehr hoch. Die beim Schlupf durchschnittlich 25 Gramm schweren Küken wiegen vierzig bis 45 Tage später etwa 400 Gramm. Im Alter von etwa 70 Tagen sind die Jungenten flugfähig. Sie sind bereits in ihrem ersten Lebensjahr fortpflanzungsfähig.

## Mortalitätsursachen

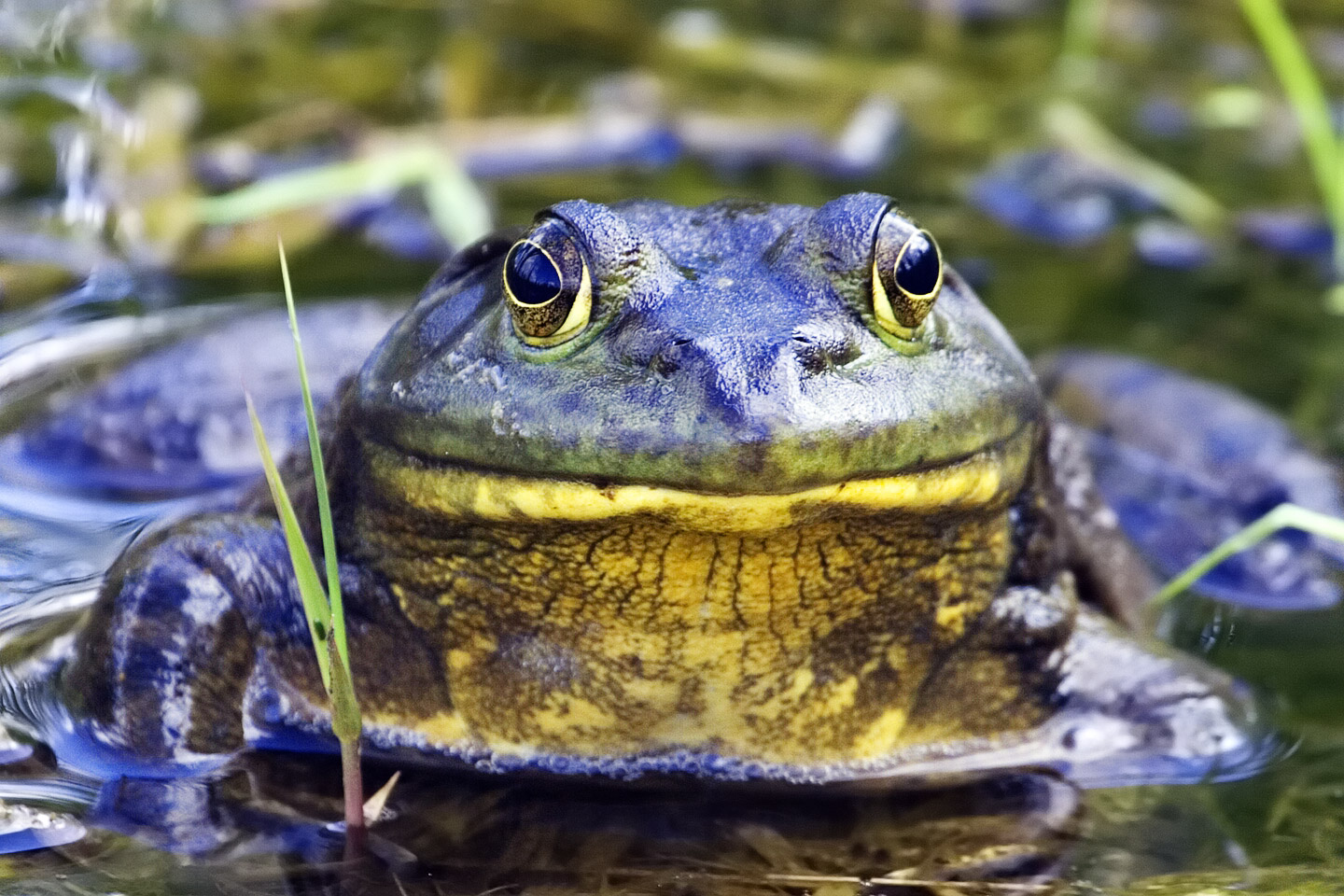
Nordamerikanischer Ochsenfrosch – diese groß werdende Froschart frisst unter anderem auch die Küken der Brautente.

Die Eier der Brautente werden unter anderem von Schlangen, dem Amerikanischen Nerz, Fuchs, Grauhörnchen und Rothörnchen sowie verschiedenen Spechten wie etwa dem Gold- und Rotkopfspecht gefressen. Die Bedeutung der einzelnen Arten als Nesträuber ist je nach Verbreitungsgebiet unterschiedlich. In allen Verbreitungsgebieten ist jedoch der Waschbär ein wesentlicher Nesträuber. Aus etwa 62 Prozent der Gelege schlüpfen Küken. Den Küken stellen eine Reihe von Prädatoren nach. Dazu zählen Raubsäuger wie Füchse und Waschbären. Küken werden aber auch von Schnappschildkröten, Ochsenfröschen, Forellenbarschen, Mississippi-Alligatoren, Virginia-Uhus, Rotschulter- und Rotschwanzbussarden, Hudsonweihen sowie Nachtreihern gefressen. Bei Brautenten, die in der Nähe menschlicher Siedlungen brüten, wird eine hohe Zahl an Küken auch von Hauskatzen und Haushunden getötet. Von hundert geschlüpften Küken erreichen zwischen 41 und 65 das Lebensalter, in dem sie flügge werden. Die meisten Küken sterben dabei in den ersten zwei Lebenswochen.
Von den adulten Brautenten erlebt etwa jede zweite das nächste Lebensjahr. Die Mortalitätsrate der Männchen ist dabei etwas geringer als die der Weibchen. Weibchen sind während der Brutzeit einem größeren Risiko durch Prädatoren ausgesetzt. Brütende Weibchen werden unter anderem von Füchsen, Grauhörnchen, Waschbären und der Kiefernnatter geschlagen. Zu ihrer höheren Mortalitätsrate trägt jedoch auch bei, dass es zwischen eiablegenden Weibchen zu heftigen Kämpfen kommt, wenn ein Weibchen versucht, ein Ei in das Gelege eines anderen Weibchens abzulegen. Bei diesen Kämpfen kommt es häufig zu Kopfverletzungen, die so schwerwiegend sein können, dass die verletzte Ente stirbt. Der Grad an intraspezifischer Aggression ist für eine Vogelart ungewöhnlich hoch. Da der Anteil verletzter und getöteter brütender Enten von der Brutdichte in einem Gebiet abhängig ist, sehen die Ornithologen Frank Bellrose und David Holm in diesem Verhalten einen bestandsregulierenden Mechanismus.

## Brautente und Mensch

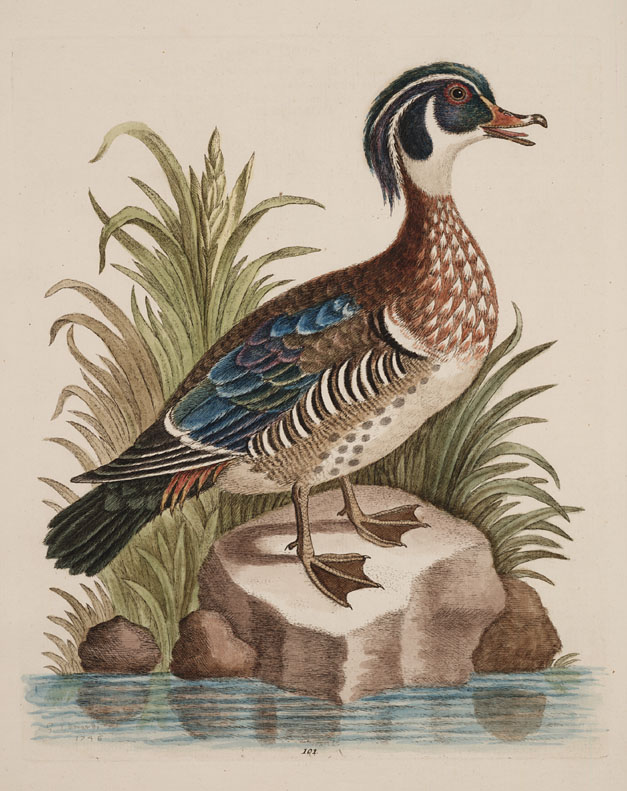
Radierung The summer duck of Catesby von George Edwards. Aus A natural history of birds, Part II. 1747.

Die indigenen Völker Nordamerikas waren mit der Brautente sehr vertraut. Darauf weisen unter anderem zahlreiche Funde von Töpferwaren hin, die Verzierungen tragen, die dem Kopf der Brautente gleichen. Lediglich Eulen finden sich noch häufiger auf diesen Tonarbeiten. Nachbildungen von Brautenten finden sich auch auf Kalumets, den Pfeifen, die bei einigen indianischen Ethnien eine Rolle bei zeremoniellen Handlungen spielen. Die Natchez feierten ein Mondfest, zu dem die Überreichung von erlegten Brautenten gehörte. Auf die Bedeutung der Brautente als Nahrungsquelle weisen die Funde bei Ausgrabungen der Hügel der Cahokia-Kultur hin. 45 gefundene Knochen stammten nachweislich von der Brautente. Andere Entenarten hatten jedoch durchaus eine größere Bedeutung. 480 Knochen stammten von Stockenten, 199 von Krickenten, 78 von Blauflügelenten, 426 von anderen Entenarten sowie 453 Skelettreste von Gänsen und Schwänen.
Den europäischen Siedlern fiel die farbenprächtige Ente ebenfalls sehr frühzeitig auf und bald wurden Brautenten auch nach Europa verbracht. Kaufbelege für Brautenten, die für die zoologische Sammlung einer französischen Adelsfamilie bestimmt waren, gibt es bereits aus dem Jahre 1663. Viele der frühen Forschungsreisenden, die den nordamerikanischen Kontinent bereisten, erwähnen in ihren Berichten die Brautente und haben Zeichnungen von ihr angefertigt. Dazu zählen unter anderem John Lawson, Mark Catesby, George Edwards, John James Audubon sowie John und William Bartram.
Die Jagd auf die Brautente intensivierte sich mit der Verbesserung von Schusswaffen und führte gemeinsam mit der Veränderung des Lebensraums durch Trockenlegung von Gewässern und Waldrodungen zu starken Bestandsrückgängen, die zu Beginn des 20. Jahrhunderts so auffällig waren, dass man ein Aussterben dieser Art befürchtete. Bereits in den 1920er Jahren ergriff man daher in den USA Maßnahmen, Brautenten in einzelnen Regionen wieder anzusiedeln. So wilderte man zahlreiche in Gehegen erbrütete Vogelküken aus. Zwischen 1916 und 1941 wurde außerdem die Jagd auf diese Entenart weitgehend eingeschränkt und zahlreiche Nistkästen angebracht, die von den Brautenten sehr stark genutzt werden. Anfang der 1970er Jahre betrug der Bestand  1,3 Millionen Vögel. Nach wie vor ist damit der Bestand deutlich niedriger als vor dem Beginn der Besiedlung Nordamerikas durch Europäer. Die Brautente ist jedoch heute in den größten Teilen ihres vormaligen Verbreitungsgebietes wieder zu finden.

## Belege